# 리처드 매더

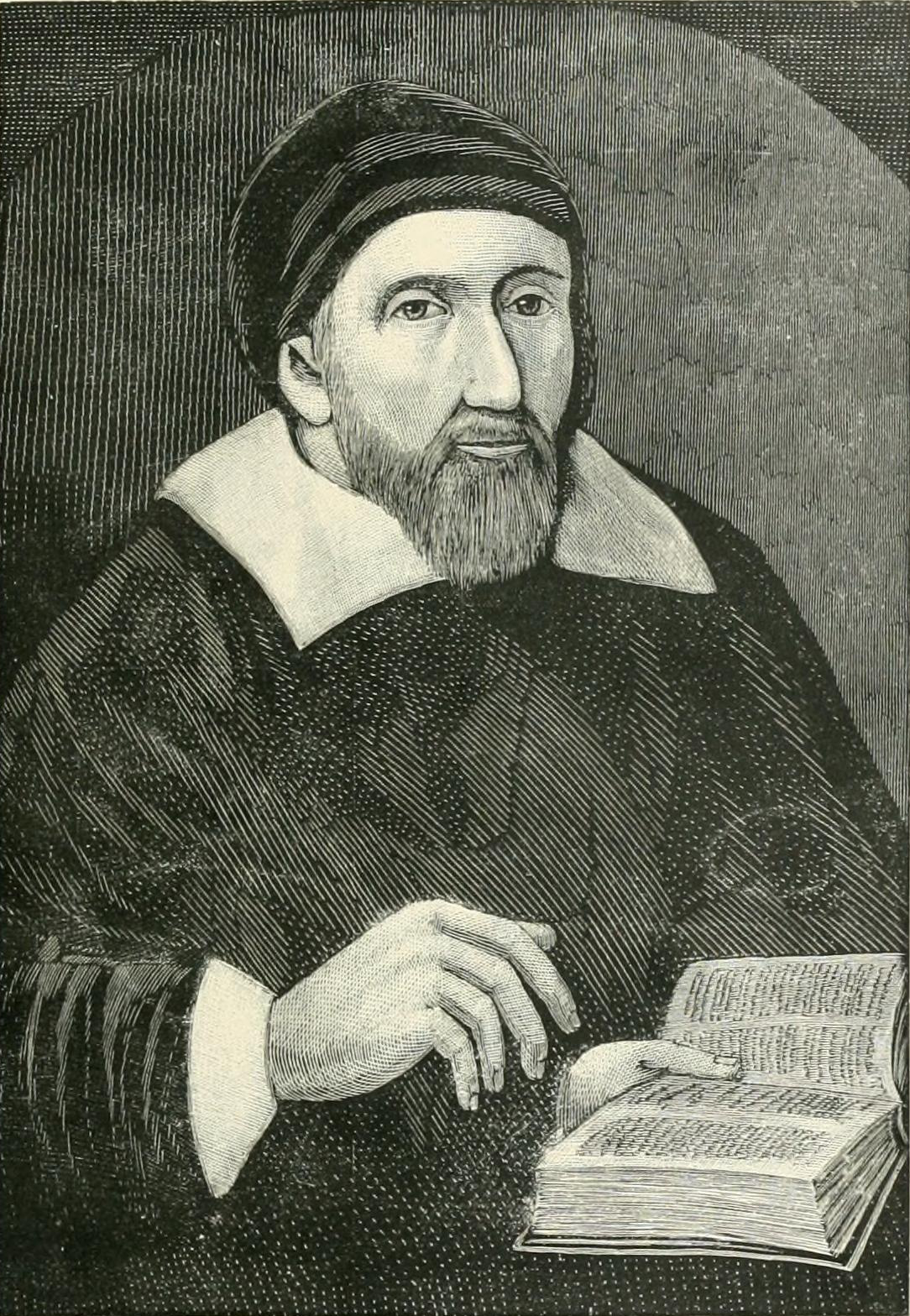
리차드 매더

리차드 매더(영어: Richard Mather; 1596-1669) 영국 리버풀 근처에 있는 로우타운에서 출생하여 열다섯에 옥스포드 대학에 입학하려 하였으나, 형편이 안되어, 문법을 가르치는 교사가 되었다. 성공회에서 안수 받았으나 점차 회중교회의 가르침에 끌리게 되어 결국 성공회의 가르침을 따르지 않자, 퇴출되어 아메리카 대륙으로 1635년에 이민을 가게 되었다. 'Bay Psalm Book'의 편집을 도왔고, 사무엘 러더포드의 장로교와 논쟁을 벌여 회중주의 교회를 주장하였다. 존 코튼과는 절친이었지만, 뉴잉글랜드에 있는 율법폐기론적인 현상을 강하게 비판하였다. 교회 회원이 되려면 회심의 체험이 되는 것을 요구했다.
중도 언약을 처음 제안하여 뉴잉글랜드의 교회 회원권에 대한 개혁을 주장하였다.
그의 아들은 인크리스 매더이다.
1. ↑  Stout, Harry S. (2012). 〈3〉. 《The New England soul : preaching and religious culture in colonial New England》. Oxford: Oxford University Press. 59쪽. ISBN 978-0-19-992139-3.